# Wołodymyr Janiw
Wołodymyr Mychajło Janiw (ukr. Володимир Михайло Янів, ur. 21 listopada 1908 we Lwowie, zm. 19 listopada 1991 w Monachium) – ukraiński działacz nacjonalistyczny, profesor uniwersytecki, historyk, psycholog, poeta.
Ukończył ukraińskie gimnazjum akademickie we Lwowie w 1927 roku, studiował na Uniwersytecie Lwowskim historię i psychologię.
Na przełomie 1925/1926 był organizatorem 51 Płastowego Kurenia im. Jarosława, i jego pierwszym dowódcą. Członek OUN od jej powstania, a wcześniej UWO. Działacz grupy literackiej Łystopad. W 1932 wybrany do Krajowej Egzekutywy OUN. W „procesie lwowskim” w 1936 skazany na 5 lat więzienia, wyrok zmniejszono na mocy amnestii do 2,5 roku więzienia. Był więźniem Brygidek, osadzony w Berezie Kartuskiej. 
Rektor Wolnego Uniwersytetu Ukraińskiego w latach 1968–1986. Członek Towarzystwa Naukowego im. Szewczenki.